# Sekundærfarve
Sekundærfarver det sammenfattende navn for farver, der opstår som et resultat af blanding af primærfarver.
En blanding af primærfarverne rød og blå giver eksempelvis sekundærfarven lilla i overensstemmelse med det additive farveblandingsprincip. Andre eksempler er blanding af gul og rød, der giver orange sekundærfarve og gul og blå, der giver sekundærfarve grøn.